# Innenweltkosmos

Beispiel einer konkaven Hohlwelt, der Kosmos im Zentrum

Die Vorstellung vom Innenweltkosmos, welche auch Innenwelttheorie, Innenweltbild oder Hohlwelttheorie (mehrdeutig, siehe Theorie der hohlen Erde) genannt wird, ist eine Idee, der zufolge die Menschheit in Wahrheit auf der Innenseite einer hohlen Erde mit dem Durchmesser von 12.740 km lebt. Dieses Gedankengebäude überzeugte schon im 19. Jahrhundert, als es aufkam, keinen Wissenschaftler.
Die Planeten, die Sonne und die Sterne befinden sich gemäß dieser Annahme im Inneren dieser Kugel. Der Mond kreist als nächster Himmelskörper ca. 3000 km hoch über der Erdoberfläche mit der größten Bahn um die Innenweltachse der feststehenden Erdschale, dann kommt die Sonne in ca. 4500 km Höhe über der Erdoberfläche.

## Geschichte
Dieses Weltbild wurde erstmals 1870 von dem Amerikaner Cyrus Reed Teed (1839–1908) entwickelt. In Deutschland trat als erster Karl E. Neupert 1901 für diese Idee ein. In den 1930er Jahren wurde die Hohlwelttheorie u. a. von Johannes Lang als „neues Weltbild“ der Öffentlichkeit präsentiert. 1963 bemühte sich der Österreicher Johann Dolanski, diese Interpretation des Kosmos auf ein wissenschaftliches Fundament zu stellen.

## Beschreibung
Die Innenwelttheorie basiert auf folgenden Axiomen:
1. Alle Längen verkürzen sich umso mehr, je näher sich etwas dem Mittelpunkt der Hohlwelt zubewegt.
2. Nur die Lichtstrahlen, die sich exakt auf den Mittelpunkt zubewegen, sind geradlinig, alle anderen sind kreisförmig und gehen durch den Mittelpunkt (alle Lichtstrahlen sind also verallgemeinerte Kreise durch den Mittelpunkt).
3. Die Lichtgeschwindigkeit nimmt ab, je näher sich das Licht dem Mittelpunkt zubewegt. Da die Strecken zum Zentrum immer kürzer werden, folgt aus Axiom 1, dass sich alles verlangsamt, je näher man zum Zentrum der Kugel gelangt, auch das Licht. Die Lichtgeschwindigkeit ist also nicht konstant. Das Zentrum selbst kann nicht erreicht werden.

Die Auswirkungen dieser Axiome kann der Betrachter innerhalb der Welt jedoch nicht wahrnehmen. Mathematisch können diese Axiome so formuliert werden, dass sie in keinem Punkt dem gängigen Verständnis der Physik widersprechen.
Es handelt sich dann rein mathematisch um eine Inversion bezüglich der Erdoberfläche. Die Formeln zur Berechnung von
Planetenbahnen werden dabei allerdings kompliziert und wenig anschaulich.
Vergleichbar mit dem geozentrischen Weltbild kommt der Erde eine herausragende Stellung im Universum zu, nur nicht als Zentrum, sondern als Rand. Die Innenwelttheorie und das geozentrische Weltbild verzichten also zugunsten einer speziellen Stellung der Erde, und damit des Menschen, auf eine einfache mathematische Darstellung physikalischer Zusammenhänge.

## Vergleich mit gängigem Weltbild
Rein mathematisch steht die Theorie mit keiner klassischen physikalischen Theorie im Widerspruch, da jedes Koordinatensystem entsprechend umgerechnet werden kann. Allerdings verlieren durch die Innenwelttheorie einige der Prinzipien (Symmetrien), aus denen die Theorie hergeleitet wurde, ihre Gültigkeit. So widerspricht die Theorie dem Noether-Theorem, womit die fundamentalen Erhaltungssätze der Physik nicht mehr gelten würden, oder auch der Annahme Galileis und Newtons, dass die physikalischen Gesetze in allen Punkten des Raums dieselben sind. In der allgemeinen Relativitätstheorie ist es dagegen im Allgemeinen nicht möglich, ein das Universum umspannendes Koordinatensystem anzugeben, so dass eine Umformulierung im Sinne der Hohlwelttheorie unmöglich wird. Um relativistische Effekte zu erklären, sind die obigen Axiome also nicht ausreichend, und es müssten weitere Regeln eingeführt werden, um die Hohlwelttheorie zu stützen.
Geometrisch lässt die Annahme der Hohlwelttheorie die neue Frage aufkommen, was denn außerhalb der Kugel sei, in der wir uns befinden. Aus den Axiomen und der wissenschaftlichen Erforschung des „Erdinneren“ folgt allerdings, dass sich dort die Erde gegen unendlich erstreckt. Wenn man ein gerades Loch nach außen, vom Weltmittelpunkt fortweisend, bohren würde, würde der Tunnel sich immer weiter ausdehnen, bis er sich im Unendlichen auf die andere Seite der Welt umstülpt und sich dort wieder dem Weltmittelpunkt nähert, bis er die Erdoberfläche durchbricht. Nur der eine unendlich dünne Strahl, der ganz genau vom Weltmittelpunkt fortweist, würde ins Unendliche verschwinden. Dadurch könnte man ein Objekt durch den Tunnel schicken, das dann in endlicher Zeit praktisch vollständig an der gegenüberliegenden Seite der Erde anlangt, was auch der üblichen Welttheorie entspricht. Mit mathematisch ähnlichen Methoden kann man allerdings in jedem beliebigen kugelförmigen Objekt, in jedem Stein und sogar in jedem Atomkern ein unendlich großes Universum postulieren.